# Batalla de Muniquia
La batalla de Muniquia fue un conflicto militar entre los atenienses exiliados por el gobierno oligárquico de los Treinta Tiranos y las fuerzas de estos, apoyadas por una guarnición espartana. En la lid, la guarnición espartana de Atenas y el ejército del gobierno de los oligarcas, que eran sustancialmente superiores en número a sus enemigos,  atacaron una colina de El Pireo (la colina Muniquia), en la que se habían refugiado mil exiliados acaudillados por Trasíbulo. Los asaltantes, sin embargo, resultaron vencidos, y su derrota suscitó que los Treinta Tiranos se viesen obligados a exiliarse a Eleusis.

## Preludio
A finales de 404 a. C., Trasíbulo, junto con otros exiliados atenienses, había tomado Filé, un punto estratégico en la costa ateniense. Resistió junto con sus hombres un intento de expulsarlos de la zona; al incrementarse su número gracias a los nuevos reclutas que se les iban uniendo, los exiliados fueron capaces de emboscar y derrotar a la guarnición espartana de Atenas, que había sido enviada para vigilarles. Poco después de esta victoria, los soldados de Filé, que ya alcanzaban el millar, marcharon por la noche hacia El Pireo, el puerto de Atenas. Al ser muy pocos para defender el puerto en su totalidad, tomaron una de sus colinas: Muniquia. A la mañana siguiente, las tropas del gobierno de los Treinta Tiranos marcharon para enfrentarse con ellos.

## La batalla
Los exiliados atenienses se desplegaron para la batalla en una formación de diez hombres de profundidad en lo alto de la colina, con las tropas ligeras y los hostigadores en la retaguardia. Más abajo, en el ágora (mercado) del Pireo, las fuerzas oligarcas se desplegaron una formación con la misma anchura, pero con cincuenta hombres de profundidad. La guarnición espartana se desplegó en el ala derecha, y las fuerzas de los oligarcas en la izquierda. El relato de Jenofonte sobre la batalla indica que Trasíbulo, en la arenga a sus soldados, les recordó que la derecha del enemigo estaba compuesta por hombres a los que habían derrotado pocos días antes, mientras que la izquierda estaba compuesta por otros que les habían expulsado de su país.
Las fuerzas oligárquicas avanzaron ascendiendo por la carretera hacia lo alto de la colina, pero, antes de que llegasen a la cima, los exiliados cargaron contra ellas. Su embate rompió la línea, y los exiliados persiguieron a los enemigos colina abajo. En la huida murieron setenta hombres de estos, entre los que se encontraba Critias, su jefe. Otros importantes caudillos del contingente partidario de los oligarcas también perecieron en el combate.

## Hechos posteriores
Tras la batalla, el prestigio de los Treinta Tiranos, que ya había menguado tras la derrota anterior, quedó irreparablemente dañado. Al día siguiente el gobierno fue depuesto y sustituido por otro nuevo, más amplio. Los miembros del antiguo, por su parte, huyeron a Eleusis.
El nuevo gobierno oligárquico, sin embargo, no estaba dispuesto a llegar a un acuerdo de paz con los exiliados, por lo que envió mensajeros a Esparta solicitando ayuda. Esta despachó un destacamento espartano dirigido por Pausanias a la zona; este, tras lograr una victoria pírrica en la batalla del Pireo, medió en un acuerdo que alcanzaron oligarcas y exiliados. Según lo estipulado en este, se reunificaron Atenas y El Pireo y se restauró la democracia en la ciudad ática.